# Cryptophagus badius
Cryptophagus badius är en skalbaggsart som beskrevs av Sturm 1845. Cryptophagus badius ingår i släktet Cryptophagus, och familjen fuktbaggar. Arten är reproducerande i Sverige.